# Японский волк
Япо́нский волк или шаману (лат. Canis lupus hattai, яп. 蝦夷狼 , Ezo-ōkami) — один из двух вымерших подвидов обыкновенного волка (Canis lupus), обитавших на островах Японии. В принятой классификации этот термин относится к волку Хоккайдо или волку Эдзо, обитавшему на острове Хоккайдо. Второй подвид — хондосский японский волк (Canis lupus hodophilax) или волк Хонсю.
В переходный период от плейстоцена к голоцену, на ранней стадии после расхождения восточно-евразийских линий собак с западно-евразийскими линиями собак, произошла интрогрессия от предка японских волков к предку восточно-евразийских собак, из-за чего часть генома предков японских волков была унаследована многими собаками через смешение между восточно-евразийскими собачьими родословными. В результате этой наследственности до 5,5 % геномов современных собак по всей Восточной Евразии происходит от генома предков японских волков.

## Описание
По размерам волк Хоккайдо был больше волка Хонсю, приближаясь к параметрам обычного волка. Подвид истреблён в период Реставрации Мэйдзи в 1889 году в ходе усиленного освоения территории острова под сельскохозяйственные фермы. Правительство Мэйдзи назначило награду за каждого убитого волка и организовало кампанию по их отравлению.
Рост — не более 40 см, длина хвоста 27—40 см. Волосы желтоватые, кончик хвоста чёрный. На обеих передних ногах есть чёрное пятно. Морда удлинённая.

## Волк в японской культуре
В японском фольклоре волк наделялся положительными качествами и представлялся как защитник и помощник бедных и уязвимых, предупреждал людей о грядущей природной катастрофе. Волк для японцев был не только животным, но также являлся воплощением духа леса, хорошо настроенного к людям. Однако если в ответ люди не оказывали ему уважение, он также мог быть злым.